# 48171 Юза
48171 Юза (48171 Juza) — астероїд головного поясу, відкритий 23 квітня 2001 року.
Тіссеранів параметр щодо Юпітера — 3,523.